# Niesułków
Niesułków – wieś w Polsce położona w województwie łódzkim, w powiecie zgierskim, w gminie Stryków.
Niesułków położony jest w dolinie Mrożycy, w odległości 5 kilometrów od Strykowa, przy drodze wojewódzkiej nr 708 prowadzącej z tego miasta do Brzezin.
Wieś biskupstwa włocławskiego w powiecie brzezińskim województwa łęczyckiego w końcu XVI wieku. Do 1954 istniała gmina Niesułków. W latach 1954–1972 wieś należała i była siedzibą władz gromady Niesułków. W latach 1975–1998 miejscowość administracyjnie należała do ówczesnego województwa łódzkiego.
Miejscowość leży na północnej granicy Parku Krajobrazowego Wzniesień Łódzkich.

## Wyznania
W Niesułkowie znajduje się kościół, będący siedzibą rzymskokatolickiej parafii św. Wojciecha. Proboszczem parafii jest ks. Artur Pytlak.
W miejscowości znajduje się również kaplica domowa pod wezwaniem św. Marii Franciszki (Niesułków 48), będąca siedzibą parafii Kościoła Katolickiego Mariawitów. Część mieszkańców Niesułkowa to wierni Kościoła Starokatolickiego Mariawitów, którzy należą do parafii św. Wojciecha i Matki Bożej Szkaplerznej w pobliskiej Lipce.

## Historia
Wieś Niesułków wymieniana jest w dokumentach od końca XIII wieku. Pierwsza wzmianka pochodzi bowiem z 1281. W 1332 książę łęczycki Władysław nadał Niesułków wraz z drugą wsią – Łodzią, w wieczyste władanie biskupom kujawskim. Początkowo należał Niesułków do dóbr kościelnych w Wolborzu. W wieku XVI powstał samodzielny klucz niesułkowski, do którego należała także Łódź. W tym czasie był w Niesułkowie dwór biskupi, w którym w czasie lustracji zatrzymywali się lustratorzy dóbr biskupich, a gościli w nim także biskupi kujawscy. Podobno do dziś zachowały się jeszcze fundamenty owego dworu. Parafia niesułkowska erygowana została przez arcybiskupa gnieźnieńskiego Jakuba Świnkę już w XIII wieku. Z Niesułkowa pochodziła rodzina Elżanowskich. Piotr Elżanowski herbu Sępia Głowa, napoleończyk, uczestnik wyprawy na Moskwę w 1812. Jego syn, Seweryn Elżanowski, był uczestnikiem powstania wielkopolskiego (1848) i powstania styczniowego (1863) oraz obrony Paryża przed Prusakami w 1871. Po pierwszej wojnie światowej majątek ziemski w Niesułkowie należał do Bucewiczów, Martensów i w końcu do rodziny Łozickich.

## Zabytki
Drewniany kościół pod wezwaniem św. Wojciecha, fundacji włocławskiej, pochodzi z drugiej połowy XVII wieku. Jest świątynią jednonawową, konstrukcji zrębowej, oszalowany; składa się z rozbudowanego prezbiterium, nawy głównej oraz części frontowej. Dach dwuspadowy gontowy. Kościół był restaurowany około 1934 i 1948. Stare organy, a także pięknie rzeźbione konfesjonały, zostały w czasie I wojny światowej zrabowane przez Niemców. W głównym ołtarzu, barokowym z połowy XVII wieku, widnieje obraz Matki Boskiej Szkaplerznej z Dzieciątkiem. Na drewnianym stropie w barwnej polichromii ujęte są sceny z Nowego Testamentu. Na ścianie marmurowej zakrystii umieszczone są tablice poświęcone pamięci miejscowych obywateli ziemskich.

## Sport i rekreacja
W tej niewielkiej miejscowości znajduje się klub sportowy LKS Niesułków, który powstał w latach 60., rozwiązany w latach 90., jednak na nowo utworzony w 2002, głównie z inicjatywy młodzieży z Niesułkowa i pobliskich miejscowości.

## Urodzeni
- Maria Ludwik Jabłoński – polski biskup starokatolicki, ordynariusz diecezji lubelsko-podlaskiej Kościoła Starokatolickiego Mariawitów w RP

## Galeria

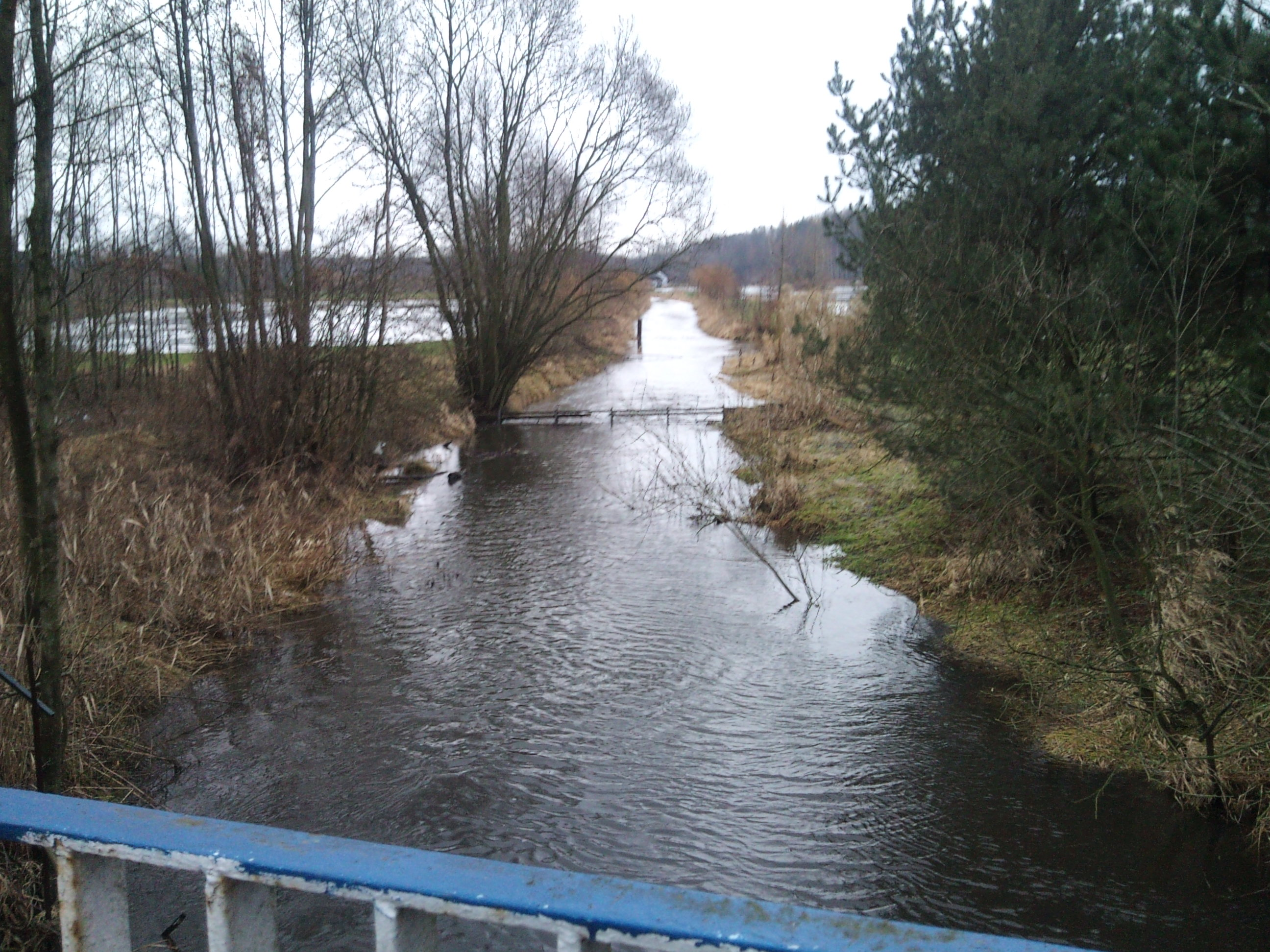
Mrożyca
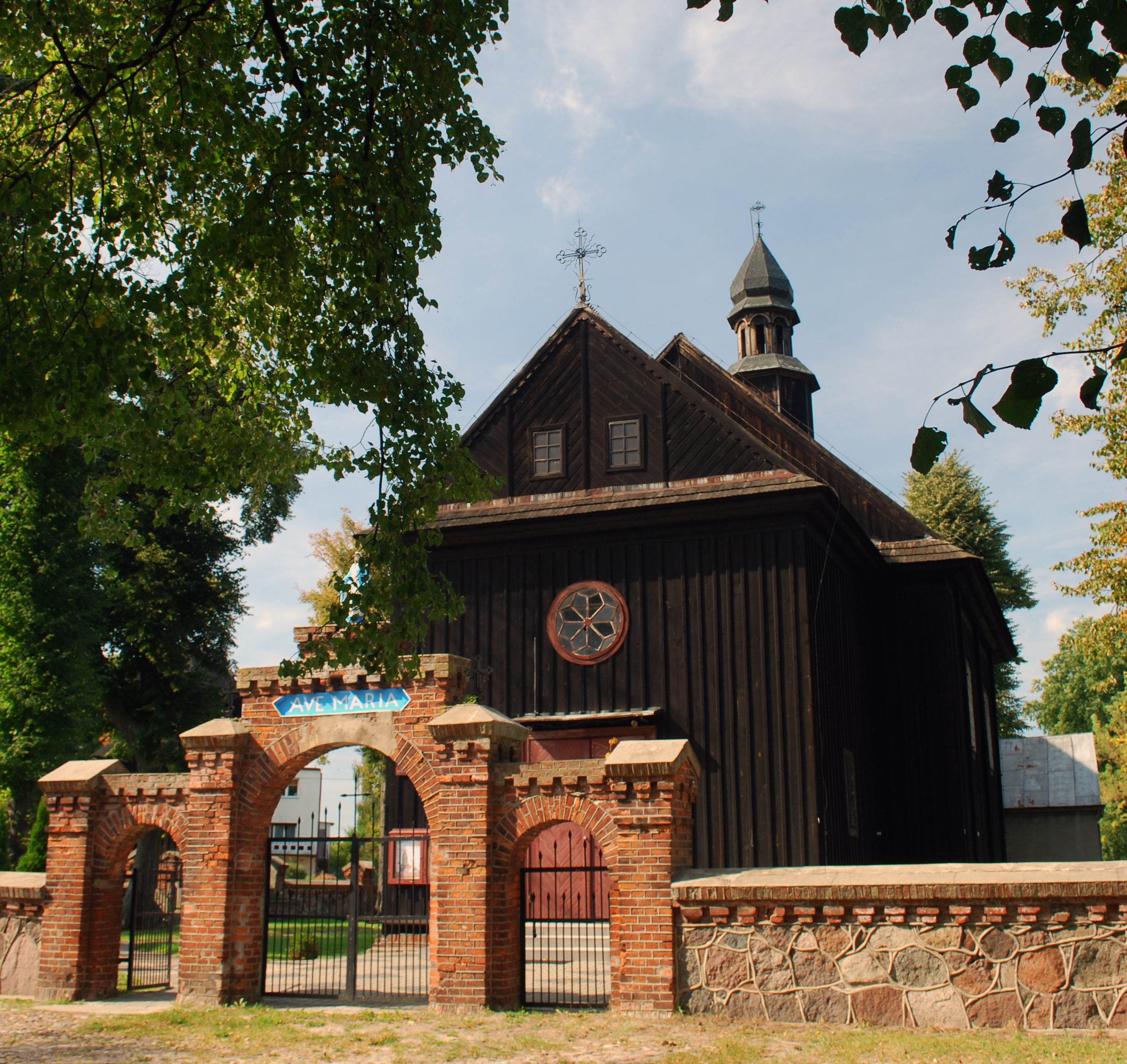
Drewniany kościół pod wezwaniem św. Wojciecha
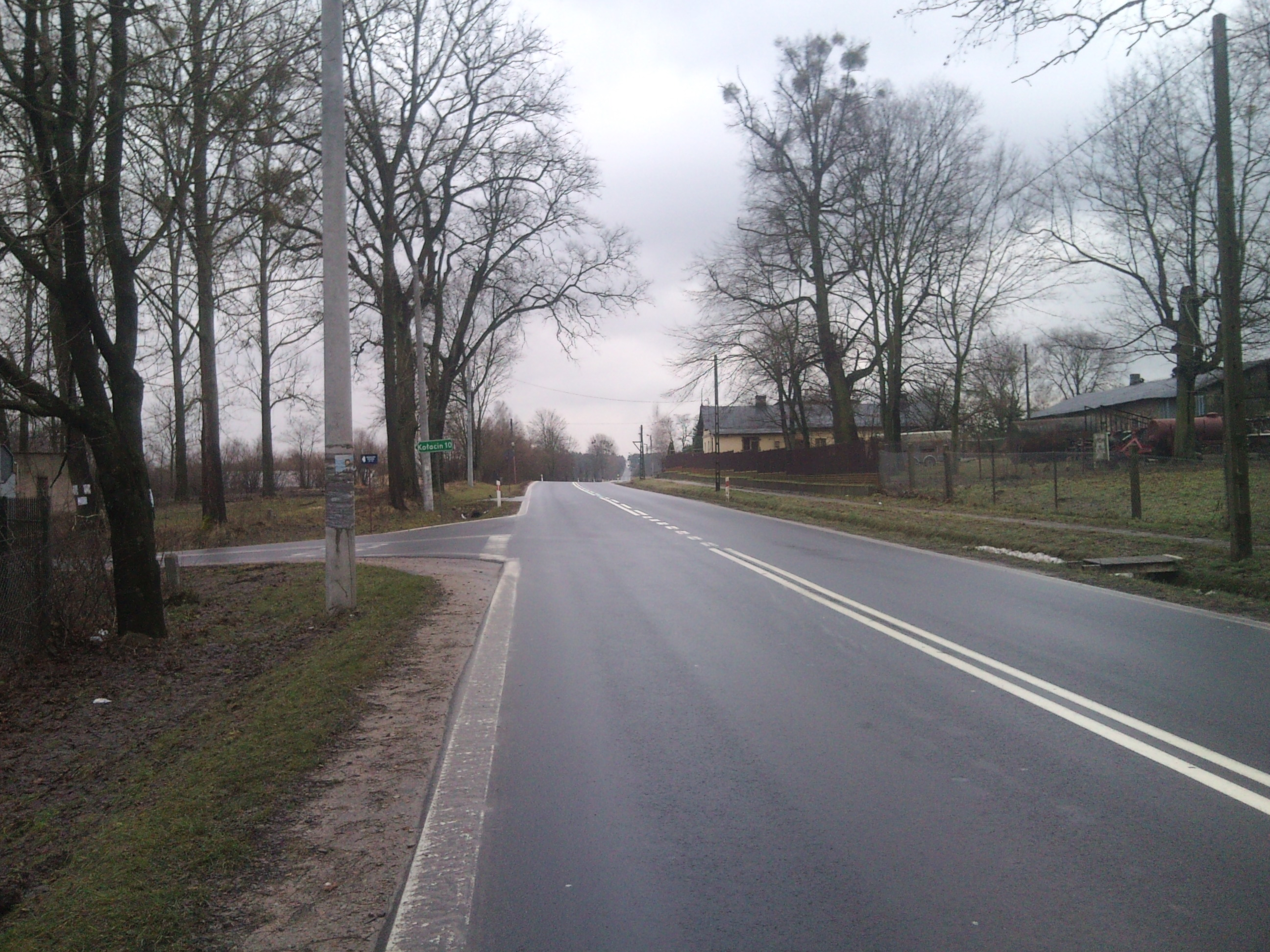
Fragment drogi prowadzącej do Brzezin. Droga wojewódzka 708.
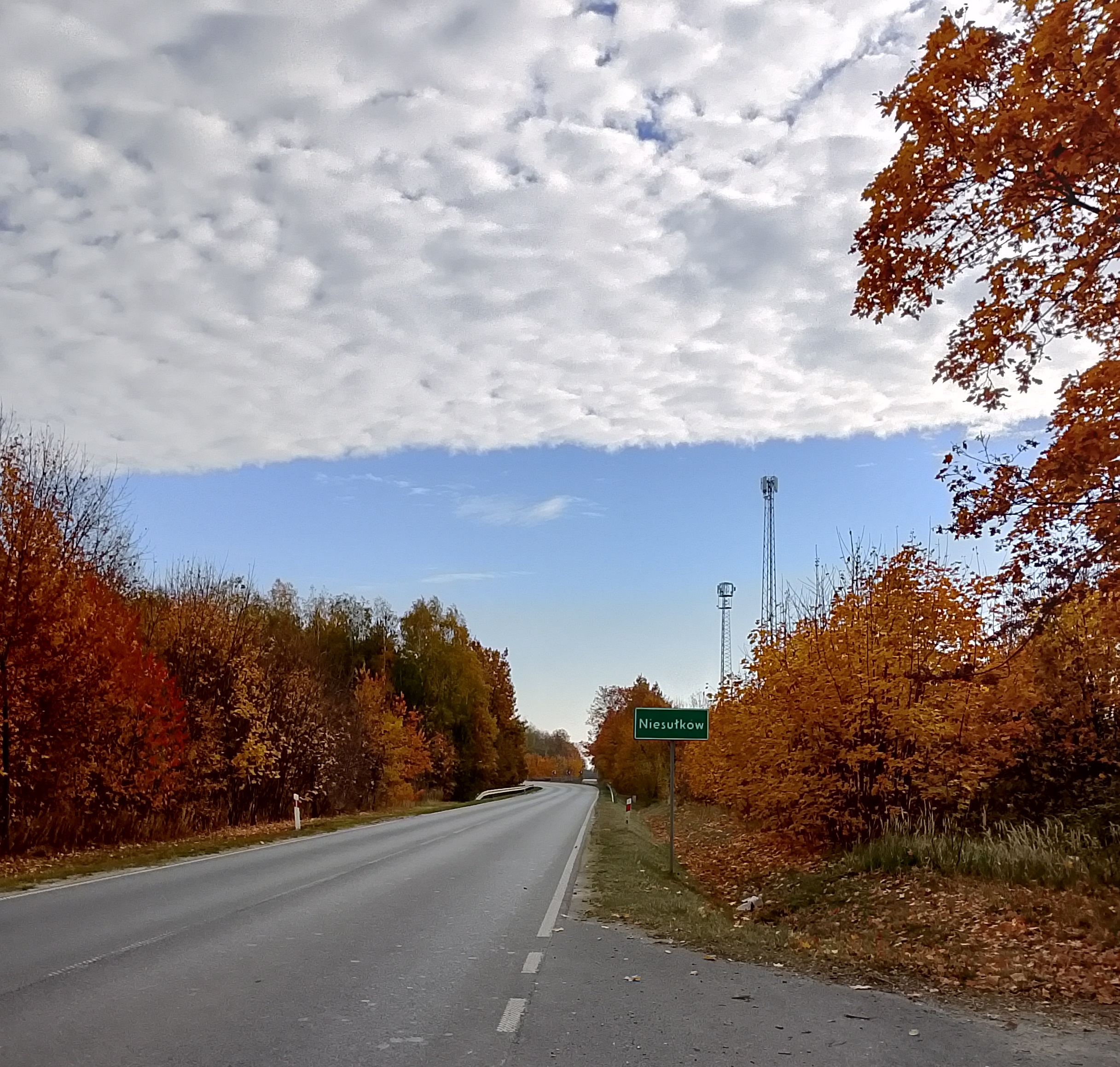
Wjazd do Niesułkowa od strony Strykowa (2024)
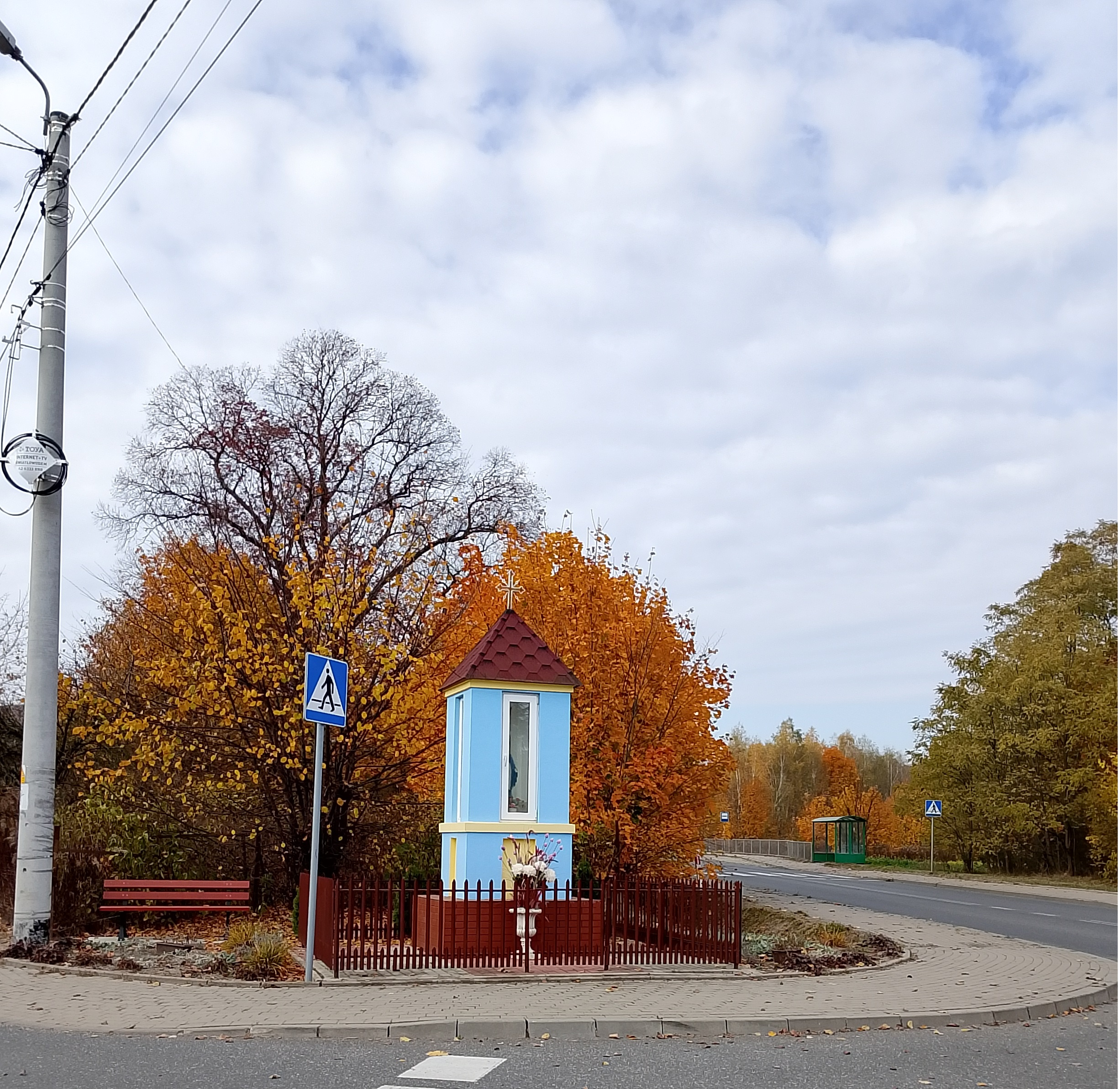
Kapliczka przydrożna w Niesułkowie (2024)
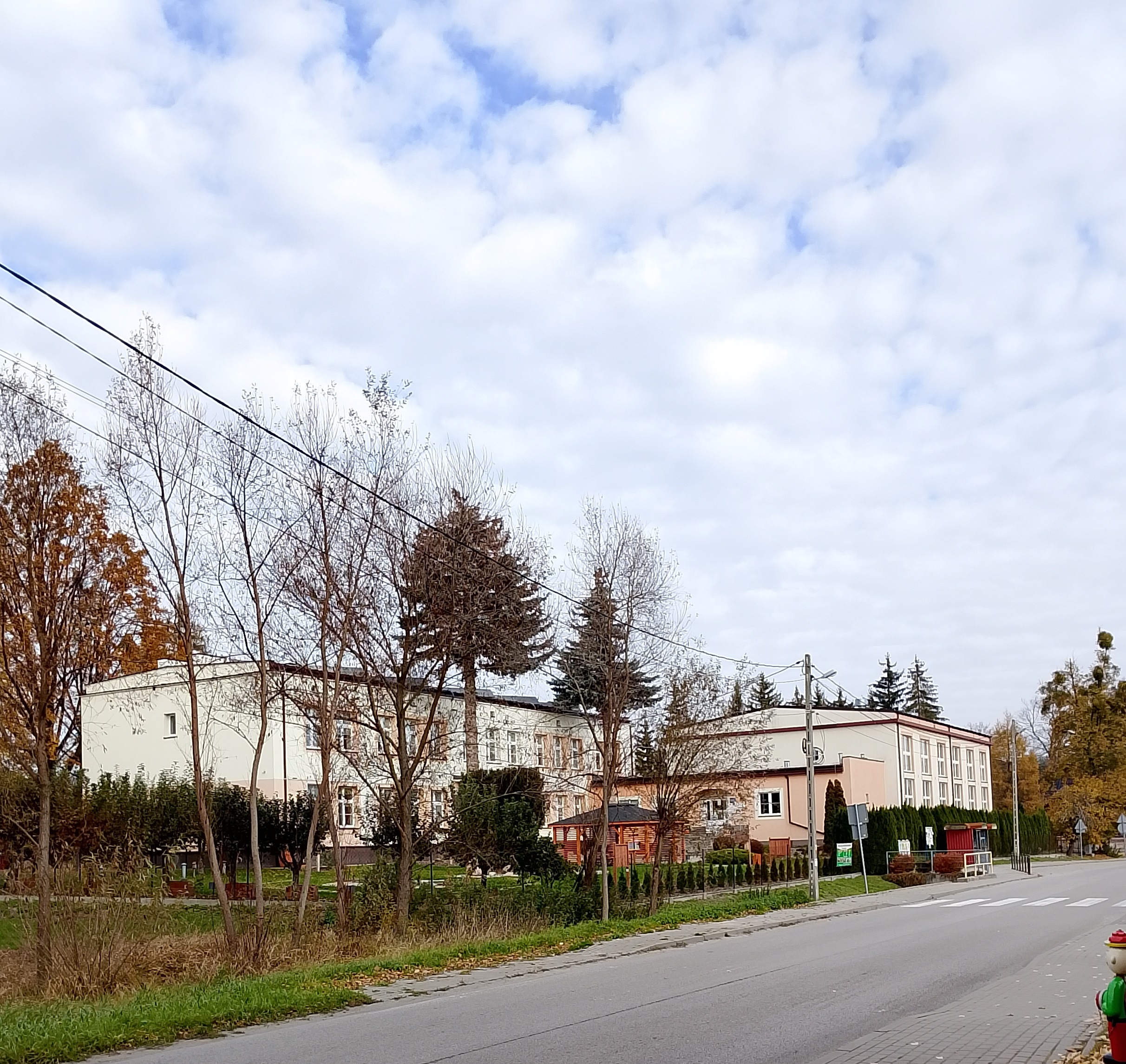
Szkoła Podstawowa im. Henryka Sienkiewicza w Niesułkowie